# Баранкевич, Анатолий Константинович
Анато́лий Константи́нович Баранке́вич (10 декабря 1959 года, Калининград, РСФСР) — военный деятель, министр обороны (2004 — 2006) и секретарь Совета безопасности (2006 — 2008) Республики Южная Осетия.
Активный участник войны в Грузии в августе 2008 года.

## Биография
Родился в городе Калининград (РСФСР).
В 1977 году окончил Уссурийское суворовское военное училище, в 1981 году — Дальневосточное общевойсковое командное училище и в 1989 году — Военную академию имени Фрунзе.
Офицером служил в Сибирском военном округе, в Афганистане, в Группе советских войск в Германии, в Приволжском и Северо-Кавказском военных округах. Участвовал в обеих чеченских кампаниях.
В июне 2004 года уволился из Вооружённых Сил России в звании полковника и уехал в Южную Осетию.
6 июля 2004 года был назначен министром обороны Республики Южная Осетия. С 2005 года Генерал-лейтенант Вооружённых Сил Южной Осетии (де-факто, согласно Дагомысским соглашениям, являвшихся нелегальным вооружённым формированием).
В декабре 2006 года стал главой Совета безопасности Южной Осетии.
В ходе боёв за Цхинвал, столицу Южной Осетии, руководил обороной города от наступления грузинских сил 8 августа 2008 года, так как почти всё правительство ЮО (во главе с главнокомандующим Эдуардом Кокойты) уехало в тыл, в посёлок Джава. В ходе боёв Баранкевич подбил лично два танка.
Согласно его интервью газете Коммерсантъ от 5 декабря 2008 года, ход этих боёв углубил его противоречия с президентом Южной Осетии Эдуардом Кокойты, вследствие чего он был вынужден уйти с поста секретаря совбеза ЮО.
Согласно приведённым репортёром «Новой газеты» свидетельствам жителей Цхинвали, после боёв за город Баранкевич ушёл в отпуск, несмотря на то, что был назначен ответственным за распределение и раздачу гуманитарной помощи. По его собственным словам, он сам уволился с поста ответственного за распределение гуманитарной помощи из-за конфликта с Б. Чочиевым (отказавшимся выплачивать зарплаты нанятым Баранкевичем на раздачу гумпомощи казакам) и Э. Кокойты (видевшим в Баранкевиче политического конкурента).
Во время Президентских выборов Южной Осетии 2011 года являлся доверенным лицом кандидата в президенты Аллы Джиоевой.
В начале 2015 года работал военным советником Главы ЛНР И.Плотницкого.

## Общественная деятельность
Выдвигался в кандидаты Госдумы РФ 7 созыва от партии Патриоты России по региональной группе Волгоград под 2 номером.